# AliOS
AliOS(이전 명칭: YunOS, Aliyun OS)는 중국의 기업 알리바바 그룹의 자회사 알리바바 클라우드가 개발한 리눅스 배포판이다. 스마트카와 사물인터넷(IoT)용으로 설계되었으며 모바일 운영 체제로서 사용되었다.

## 역사
2011년 7월 28일, 알리바바 클라우드는 자체 모바일 운영 체제 YunOS의 존재를 확인했다. 이 시스템은 3년의 개발의 결과물이며 알리바바 클라우드의 자체 개발 파일 시스템과 가상 머신을 사용하며 안드로이드 기반 애플리케이션과 완전히 호환된다. YunOS를 통해 이 기업은 중국 내 지배적인 안드로이드에 도전하고 있으며 서부 시장으로의 확장도 바라보고 있다. 2011년 K-Touch W700에 처음 사용되었다.

## 같이 보기
- 메이주
- 훙멍